# Берёзовка (Балаковский район)
Берёзовка — село в Балаковском районе Саратовской области, в составе сельского поселения Быково-Отрогское муниципальное образование. 

## География
Находится на расстоянии примерно 37 километров по прямой на юг-юго-восток от города Балаково.

## История
Село основано в период освоения целинных и залежных земель.

## Население
Постоянное население составляло 156 человека в 2002 году (русские 31%, казахи 48%) ,  100 в 2010.